# Lagarodes
Lagarodes is een geslacht van rechtvleugeligen uit de familie sabelsprinkhanen (Tettigoniidae). De wetenschappelijke naam van dit geslacht is voor het eerst geldig gepubliceerd in 1890 door Karsch.

## Soorten
Het geslacht Lagarodes  is monotypisch en omvat slechts de volgende soort:
- Lagarodes facetus (Karsch, 1891)